# Cho Sheng-ling
Cho Sheng-ling, född 12 januari 1977, är en taiwanesisk bågskytt. Han deltog vid olympiska sommarspelen 1996.